# Frank Lautenberg
Frank Raleigh Lautenberg, född 23 januari 1924 i Paterson, New Jersey, död 3 juni 2013 i New York, New York, var en amerikansk politiker och demokratisk ledamot av USA:s senat (för New Jersey).
Lautenberg hade judiska föräldrar, som emigrerade till USA från Polen respektive Ryssland. Han stred i andra världskriget. Han var federal senator första gången 1982–2001. Lautenberg blev invald i USA:s senat i november 1982 och skulle i normala fall ha inlett sitt arbete i senaten i januari följande år, men den avgående senatorn Nicholas F. Brady avgick redan den 27 december 1982. 
Lautenberg både gick i pension och gifte om sig 2001. Redan året därpå lyckades emellertid demokraterna i New Jersey övertala Lautenberg att kandidera på nytt sedan senator Robert Torricelli avgått i samband med en korruptionsskandal varför partiet behövde en erfaren och populär politiker för att ersätta den avgående senatorn i det nära förestående valet. Lautenberg vann valet och var ånyo senator från och med januari 2003 fram till sin död.